# Wolcott (Vermont)
Wolcott es un pueblo ubicado en el condado de Lamoille en el estado estadounidense de Vermont. En el año 2010 tenía una población de 1.676 habitantes y una densidad poblacional de 16,51 personas por km².

## Geografía
Wolcott se encuentra ubicado en las coordenadas 44°34′32″N 72°28′32″O / 44.57556, -72.47556.

## Demografía
Según la Oficina del Censo en 2000 los ingresos medios por hogar en la localidad eran de $34,760 y los ingresos medios por familia eran $38,056. Los hombres tenían unos ingresos medios de $27,898 frente a los $21,905 para las mujeres. La renta per cápita para la localidad era de $15,198. Alrededor del 14.6% de la población estaba por debajo del umbral de pobreza.